# Paula Patton

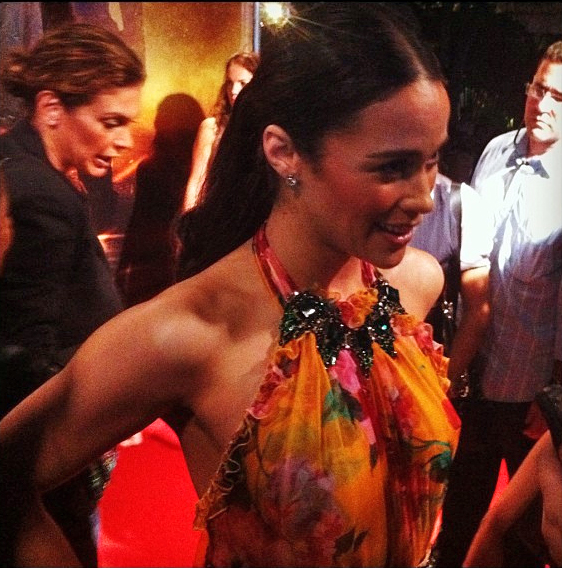
Paula Patton (2011)

Paula Patton (ur. 5 grudnia 1975 w Los Angeles) – amerykańska aktorka, która grała m.in. w filmach Mission: Impossible – Ghost Protocol, Warcraft: Początek i Deja Vu.

## Filmografia
- 2005: Hitch: Najlepszy doradca przeciętnego faceta jako Mandy
- 2005: Londyn (London) jako Alex
- 2006: Idlewild jako Angel Davenport/Sally B Shelly
- 2006: Deja Vu jako Claire Kuchever
- 2008: Lustra (Mirrors) jako Amy Carson
- 2008: Najważniejszy głos (Swing Vote) jako Kate Madison
- 2009: Hej, skarbie (Precious) jako panna Blu Rain
- 2010: Wygrać miłość (Just Wright) jako Morgan Alexander
- 2011: Skok przez miotłę (Jumping the Broom) jako Sabrina Watson-Taylor
- 2011: Mission: Impossible – Ghost Protocol jako Jane Carter
- 2012: Disconnect jako Cindy
- 2013: Agenci jako Deb
- 2013: Baggage Claim jako Montana Moore
- 2014: About Last Night jako Allison
- 2016: Warcraft: Początek jako Garona Halforcen
- 2016: The Do-Over jako Heather
- 2017: Gdzieś pomiędzy (Somewhere Between, serial TV) jako Laura Price
- 2018: Traffik jako Brea
- 2020: Czworo dzieci i Coś jako Alice
- 2021: Sacrifice (serial TV) jako Daniella Hernandez